# 조앤 애즈 폴리스 우먼
조앤 웨서(Joan Wasser, 1970년 7월 26일 ~ )는 미국의 싱어송라이터이다. 조앤 애즈 폴리스 우먼(Joan As Police Woman)이라는 예명으로 활동한다.